# Waterloo (circonscription provinciale)
Pour les articles homonymes, voir Waterloo (homonymie).
Circonscription électorale provinciale du Canada
Waterloo est une circonscription provinciale de l'Ontario représentée à l'Assemblée législative de l'Ontario depuis 2018. 

## Géographie
La  circonscription de Waterloo comprend la ville de Waterloo et la partie de la ville de Kitchener au nord du chemin de fer Canadien National et au nord-est de l’autoroute Conestoga Parkway.
Les circonscriptions limitrophes sont Kitchener-Centre et Kitchener—Conestoga. 

## Historique
| Législature                                          | Années        | Député | Député         | Parti         |
| ---------------------------------------------------- | ------------- | ------ | -------------- | ------------- |
| Waterloo Circonscription issue de Kitchener—Waterloo |               |        |                |               |
| 42e                                                  | 2018-2022     |        | Catherine Fife | Néo-démocrate |
| 43e                                                  | 2022–2025     |        | Catherine Fife | Néo-démocrate |
| 44e                                                  | 2025–en cours |        | Catherine Fife | Néo-démocrate |

## Circonscription fédérale
Depuis les élections provinciales ontariennes du 4 octobre 2007, l'ensemble des circonscriptions provinciales et des circonscriptions fédérales sont identiques.